# Чилотський діалект
Чилотський діалект, або чилотська іспанська (ісп. castellano chilote) — говір іспанської мови, яким розмовляють на південних чилійських островах архіпелагу Чилое (ісп. Archipiélago de Chiloé або просто Chiloé) в регіоні Лос-Лагос. Він має явні відмінності від стандартної чилійської іспанської у вимові, граматиці та словниковому запасі, особливо шляхом свого консерватизму та впливу туземного говору віїчесунґун однойменного індіанського народу групи мапуче.
Після битви при Куралабі 1598 року і Знищення семи міст Чилое ще більше відособився від решти Чилі, розвиваючи свою культуру з невеликим впливом Іспанії чи материкової частини Чилі. Протягом ⅩⅦ і ⅩⅧ століть більшість населення архіпелагу говорила двома мовами, і, за словами Джона Байрона, багато іспанців воліли використовувати мапудунґун, тому що вважали його красивішим. Приблизно тоді ж губернатор Нарсісо де Санта-Марія скаржився, що іспанські поселенці на островах не розмовляють іспанською належним чином, але вільно говорили говором веліче, яким послуговувалися частіше.

## Фонологія і фонетика
- Як і в чилійській іспанській, /s/ в кінці складу вимовляється через придихання[en], а /d/ між гласними, як правило, видаляється.
- Придихальна передача букви «j» звуком [h].
- Перетворення пар [bo, bu] і [ɡo, ɡu] на [wo, wu].
- Збереження м'якопіднебінного носового приголосного /ŋ/ (пишеться «ng» або «gn») у словах походження мапуче. Ця фонема окремо не існує у стандартній іспанській мові. Наприклад, чилотською culenges [kuˈleŋeh] (в решті Чилі говорять culengues [kuˈleŋɡeh]).
- Різниця у поводженні з графемами «y» та «ll»: від міста Кастро на північ між ними немає жодної різниці, оскільки обидві вимовляються як [ʝ] (так званий єїзм[en]). У центральній та південній частинах архіпелагу ці графеми вимовляються по-різному — відповідно [ʝ] та [dʒ], [ʝ] і [ʒ] або [dʒ] та [ʒ]. Є також місця на півдні та заході, де вони обидва вимовляються як [ʒ].
- Зазвичай буквосполучення «ch» вимовляється як фрикативний звук [ʃ], схожий на українське «ш», але м'якіший. Ця фрикативна вимова має у Чилі соціальну стигматізацію.[1]
- У деяких місцях буквосполучення «tr» вимовляється по-різному відповідно до етимології слова: якщо воно походить від іспанської, то виразно вимовляються обидві приголосні, а якщо слово походить від мапудунґуна, воно вимовляється як [tɹ], схоже на «chr». Також в деяких місцях в індіанських словах це звукосполучення записують власне як «chr», а в іще інших місцях «tr» вимовляється як [tɾ], як і в більшості говорів іспанської мови у світі, на відміну від вимови стандартної чилійської іспанської, де схильні використовувати вимову [tɹ] незалежно від походження слова.
- Явище парагоги[en] — у словах, що закінчуються на «r» або «c», наприкінці вимовляється середня голосна: наприклад, andar [anˈdarə], Quenac [keˈnakə].
- Нещодавно було вивчено просодичну сторону чилотського говору, яка проявляє висхідну інтонацію.[2]

## Cинтаксис і граматика
- Явище тутео[es] (ісп. tuteo) — широке використання для особового займенника 2-ї особи однини звернення на «ти» (ісп. tú)[3][4][5] замість поширеного в чилійському і ріоплатському говорах звернення на «ви» (ісп. vos).[6] У неформальному спілкуванні використається гібридна форма Tú soes («ти є»). У простому майбутньому часі (futuro imperfecto) відмінювання відбувається із закінченням -is замість стандартного -ás.[3] Також на противагу чилійській іспанській, при відмінюванні у минулому недоконаному часі (pretérito indefinido) кінцеве -s зберігається,[3] що так само властиве говорам Колумбії та венесуельських Анд: cantarís, comerís, vendrís, anduvites, comites, oítes тощо.
- У формальному зверненні використовується форма 2-ї особи множини «ustedes» з відповідним дієслівним відмінюванням замість форми однини «usted»: ¿Ustedes son don Luis Bórquez? («Ви пан Луїс Боркес?»)
- Вживання означеного артикля перед особовими іменами жіночого роду: la Cecilia.
- Додавання qué («що») в кінці запитань, що вимагають ствердної чи негативної відповіді: ¿Ya llegarían qué? («Вже прибули?»)
- Дієслово dejar («залишити») приєднується до дієслова-причастя, щоб вказати дію, завершену безпосередньо перед здійсненням іншої: ¿Dejarían almorzado qué?. No, dejé desayunado no más y salí. («Пообідав? Ні, я тільки поснідав і вийшов.»)
- Додавання na (похідне від nada, «нічого») задля посилення заперечення: Yo no soy na esa persona («Я не та людина»).
- Виокремлення клітик у формах наказового способу з прямим додатком та клітик -se і -te:[3] da-melo («дай це мені»), come-tela («з'їш її»), di-selo («скажи це їй»), caer-se («впасти»), sienta-te («сідай»).
- Випадання кінцевої -r дієйменника, коли за нею слідує одна з клітик, що починається на l-:[3] dalo («дати це»), tenelo («мати це»), urdilo замість darlo, tenerlo, urdirlo.
- Використання lo як пряме доповнення замість la:[3][7] ¿Él traería la madera qué? Sí, lo trajo («Чи приніс він дрова? Так, приніс»).
- Прийменник a використовується для позначення місця дії, що відбувається: Su papá anda a Castro («Його батько йде до Кастро»).
- Наявність зменшувальних форм -icho, -icha: perricho («песик»), viejicha («старушка, бабонька»).
- Слухач включається у події, в яких він не бере безпосередньої участі: Aquel chico todo lo que tiene te lo rompe («Той хлопець ламає все, що має.» — дослівно, «Той хлопець усе, що має, тобі ламає»); ¿Quién te sabrá? («Хто знає?» — дослівно, «Хто тобі знає?»)
- Займенники yo («я») і tú («ти») замінені на mí («мене») і ti («тебе»); натомість звичайні для іспанської conmigo («зі мною») і contigo («з тобою») не використовуються на користь словосполученням con yo і con tú. З цими формами широко борються у школах через їхню хибність з погляду літературної мови:[3] Tú cantas mejor que a mí («Ти співаєш краще за мене»); Es más alta que a ti («Вона вища за тебе»); Tienes que venir con yo («Маєш піти зі мною»).
- Дієслова querer («хотіти») і doler («боліти») відмінюються в майбутньому часі так само, як і poder («могти»; él podrá — «він зможе»): quedrís, doldrá замість querrá, dolerá.

## Говірки
Існує невизначена кількість чилотських говірок, які утворюють мовний континуум, у якому відмінності накопичуються в міру збільшення географічної відстані між говірками. Їх розрізняють за інтонацією, вимовою та словниковим запасом. Отже, вищезгадані фонологічні та граматичні особливості дійсні не для всіх говірок. Зазвичай пересічний чилотець може визначити походження іншого за тим, як той говорить, хоча сьогодні відмінності набагато менш помітні, ніж кілька десятиліть тому.

## Лексика
Лексика рясніє великим відсотком спадку мови віїче, а також архаїзмів і діалектизмів, привезених з Іспанії. Значення деяких слів поступово змінилося, водночас творилися нові. Крім того, зберігаються слова, спільні для інших регіонів Латинської Америки, які при цьому в решті Чилі замінено.

### Мова віїче
Слова походження віїче відносяться, насамперед, до назв місцевих рослин і тварин, традиційної сільськогосподарської діяльності, такої як вирощування картоплі, або страв (часто на основі картоплі). Багато слів, які в сучасному мапудунґуні пишуться із tr, в чилотській пишуться через ch.
Дієслова походження мапуче утворюються шляхом додавання допоміжного hacer («робити»).
| Запозичення віїче              | Українською                                                     | Іспанською           |
| ------------------------------ | --------------------------------------------------------------- | -------------------- |
| chehua                         | пес, собака                                                     | perro                |
| chelle                         | мартин патагонський                                             | gaviota capuchina    |
| hacer meño                     | вести себе неприродно; шаленіти (вважається провісником смерті) | delirar              |
| huele                          | шульга                                                          | zurdo                |
| llevar a cheque / hacer cheque | нести на спині                                                  | llevar en la espalda |
| pachanca                       | пінгвін                                                         | pingüino             |
| pilcahue                       | солодка на смак картоплина                                      | —                    |

### Кечуїзми
Поряд із запозиченням з кечуа, які широко використовуються по всьому Чилі, як-то choclo, cochayuyo або guagua («немовля»), існує шар слів кечуа, обмежені архіпелагом Чилое й околицями, як-то cochaguasca, minga тощо.

### Іспанські архаїзми і діалектізми
| Чилотською | Українською      | Іспанською       |
| ---------- | ---------------- | ---------------- |
| agora      | тепер, зараз     | ahora            |
| ansina     | таким чином, так | así              |
| chiquinino | крихітний        | pequeñito        |
| leste      | східний вітер    | viento del este  |
| peseta     | монета           | moneda           |
| preba      | доказ            | prueba           |
| ueste      | західний вітер   | viento del oeste |

### Зміщення значень
| Слово          | Значення чилотською | Значення іспанською |
| -------------- | ------------------- | ------------------- |
| curioso        | розуміється в темі  | допитливий          |
| hombre soltero | молодий дорослий    | самотній чоловік    |
| mentira        | дрібниця            | брехня              |
| privarse       | лютувати            | позбавляти себе     |
| sapo           | комаха              | ропуха              |
| valiente       | робітник            | відважний           |

## Дослідження
Першим дослідником, який представив опрацювання з чилотської іспанської, був священик Франсіско Кавада, який записав словники та відзначив низку граматичних особливостей, які він сприйняв за помилки чи відхилення від «правильної» іспанської мови. Водночас Кавада відмітив і риси, які навпаки наближували чилотську з європейською іспанською порівняно з іншими говорами Чилі. Іншими дослідниками, переважно укладачами словників і лексичних списків, були Елена Кінтана, Нікасіо Танґол і Ренато Карденас.